# Palaeanodon
Palaeanodon is een geslacht van uitgestorven schubdierachtigen uit de familie Metacheiromyidae van de orde Palaeanodonta die tijdens het Laat-Paleoceen en Vroeg-Eoceen in Noord-Amerika en Europa leefden.

## Fossiele vondsten
Fossielen van Palaeanodon zijn gevonden in Amerikaanse staten Wyoming en North Dakota en in Frankrijk. De oudste vondsten behoren tot de soort P. parvulus en zijn gedaan in het Clark's Fork-bekken en dateren uit de North American Land Mammal Age Clarkfornian, het laatste deel van het Paleoceen in Noord-Amerika. In het Wasatchian, het eerste deel van het Eoceen van Noord-Amerika, leefden P. ignavus en P. nievelti, bekend van vondsten in de Willwood-formatie. In het Bighorn-bekken is een zeer goed bewaard gebleven fossiel van Palaeanodon van 53 miljoen jaar oud gevonden dat meer dan de helft deel van het skelet omvat, inclusief een deel van de schedel, alle poten en een groot deel van de vingers en tenen. De Franse vondst is gedaan in de Soissonnais-formatie bij Le Quesnoy.

## Kenmerken
Palaeanodon was een op de grond levende insectivoor met het formaat van een huiskat.